# Херсонська єпархія ПЦУ
Херсонська єпархія — єпархія Православної церкви України з центром у Херсоні, територіально охоплює собою всю Херсонську область.

## Правлячі архієреї
- Даміан (Замараєв) (19 жовтня 1997 — 22 січня 2018)
- Климент (Кущ), в.о. (22 січня 2018 — 21 серпня 2020)
- Никодим (Кулигін) (з 21 серпня 2020)

## Історія
Рішення про заснування Херсонської єпархії на території Херсонської області з центром в Херсоні, з виокремленням до її складу парафій, які до того входили до складу Миколаївсько-Херсонської єпархії, було прийнято Священним Синодом Української Православної Церкви Київського Патріархату 30 вересня 1997 року.
Це відбулося відразу після того, як в 1997 громада Стрітенського храму — священнослужителі і парафіяни вийшли зі складу УПЦ МП і увійшли до складу Миколаївсько-Херсонської єпархії УПЦ КП. Причиною послужила невиправдано жорстка позицію тодішнього архієпископа УПЦ МП Іларіона (Шукала) через нововведення у богослужінні в громаді: русифікація молитов, використання скороченої редакції літургії Івана Золотоустого для дітей.
Єпископом Херсонським і Таврійським визначили бути протоієрею Петру Замараєву після постригу його у ченці і архієрейської хіротонії. 19 жовтня 1997 року за недільною Божественною літургією у Київському патріаршому соборі св. Володимира Святійший Філарет, Патріарх Київський і всієї Руси-України, із собором єпископів висвятив ієромонаха Даміана (Замараєва) у єпископа для міста Херсона і області.
З благословення Святійшого Патріарха Філарета кафедральним собором визначено храм Стрітення Господнього, при якому відкрилося Управління Херсонської єпархії.
Після Помісного Об'єднавчого собору 15 грудня 2018 року разом з усією повнотою Української Православної Церкви Київського Патріархату Херсонська єпархія увійшла до складу помісної автокефальної Православної Церкви України і стала її невід'ємною складовою.

### 2019
Архієпископ Сімферопольський і Кримський Православної Церкви України Климент (Кущ) заявив, що Росія 18 травня остаточно ліквідує парафії Української Церкви в Криму. Також він звинуватив українську владу в «злочинній бездіяльності» і заявив, що «буде вимушений разом із духовенством Кримської єпархії просити притулку в інших країнах світу». Архієпископ Климент підтримав і почесного патріарха Філарета у його заявах щодо необхідності проведення Помісного Собору задля зміни статуту ПЦУ і подальшого проголошення патріархату Церкви.
20 травня 2019 року з цього приводу духовенство Херсонської єпархії ПЦУ, в якій на той час архієпископ Климент був тимчасово виконуючим обов'язки керуючого єпархією, звернулося з відкритою заявою до Предстоятеля Православної Церкви України Митрополита Епіфанія і Священного Синоду ПЦУ. Підписанти висловили категоричну незгоду з позицією архієпископа Сімферопольського і Кримського Климента (Куща), який публічно розкритикував і владу, і нове керівництво ПЦУ. У Херсонській єпархії ПЦУ заявили: «Православні вірні… з великою радістю і надією сприйняли створення єдиної Православної Церкви в Україні….подібні заяви виглядають дивно, і точно шкодять справі розбудови спільної Церкви… Вважаємо своїм обов'язком максимально рішучо відмежуватися від того, що пролунало у нещодавній заяві владики Климента, і заявляємо про цю свою позицію, щоб потім, як мінімум, нам не було соромно перед Богом, перед людьми і перед собою».
19 листопада, у зв'язку з необхідністю, також враховуючи побажання тимчасово керуючого Херсонською єпархією архієпископа Климента (Куща), архієпископа на спокої Даміана (Замараєва), колишнього Херсонського і Таврійського, а також звернення духовенства Херсонської єпархії, Священний Синод ухвалив рішення про обрання вікарного архієрея Херсонської єпархії з титулом «Генічеський». Таємним голосуванням було обрано ігумена Никодима (Кулигіна). 4 грудня 2019 року собором ієрархів на чолі з митрополитом Київським і всієї України Епіфанієм його було висвячено у єпископа.

### 2020
17 серпня Херсонська єпархія ПЦУ опублікувала онлайн требник українською мовою.
21 серпня Священним Синодом ПЦУ було затверджено прохання митрополита Климента (Куща) про звільнення його від тимчасового керування єпархією у зв'язку з посиленими обмеженнями щодо можливості пересування, запровадженими через пандемію COVID-19. Новим єпископом Херсонським і Таврійським призначено вікарія єпархії, єпископа Генічеського Никодима (Кулигіна).

## Служіння
Херсонська єпархія провадить активне різностороннє служіння. Клірики і миряни єпархії трудяться на ниві християнського просвітництва, місіонерства і соціального служіння.
З 1997 року продовжуються у щотижневому форматі християнсько-просвітницькі телепроекти «Сторінками Головної Книги» та «Мала Пасха» на місцевих телеканалах.

## Храми і громади
| 01 — ЦЕНТРАЛЬНИЙ ОКРУГ   | 01 — ЦЕНТРАЛЬНИЙ ОКРУГ                     | 01 — ЦЕНТРАЛЬНИЙ ОКРУГ                          | 01 — ЦЕНТРАЛЬНИЙ ОКРУГ | 01 — ЦЕНТРАЛЬНИЙ ОКРУГ |
| ------------------------ | ------------------------------------------ | ----------------------------------------------- | ---------------------- | ---------------------- |
| 0101                     | собор Стрітення Господнього                | Херсон                                          |                        |                        |
| 0102                     | храм Святої Трійці                         | Херсон                                          |                        |                        |
| 0103                     | мучениці цариці Олександри                 | Херсон                                          |                        |                        |
| 0104                     | Покрови Пресвятої Богородиці               | Херсон                                          |                        |                        |
| 0105                     | святителя Миколая                          | Херсон                                          |                        |                        |
| 0106                     | мучениць Віри, Надії, Любові й Софії       | Херсон                                          |                        |                        |
| 0107                     | святителя Петра Могили                     | Херсон                                          |                        |                        |
| 0108                     | великомучениці Варвари                     | Херсон                                          |                        |                        |
| 0109                     | апостолів Петра і Павла                    | с. Антонівка, Херсон                            |                        |                        |
| 0110                     | Різдва Богородиці                          | Херсон                                          |                        |                        |
| 0111                     | великомученика Юрія Переможця              | Херсон                                          |                        |                        |
| 0112                     | Воскресіння Христового                     | Херсон                                          |                        |                        |
| 0113                     | великомученика Пантелеймона                | Херсон                                          |                        |                        |
| 0114                     | безсрібників Косьми і Даміана              | Херсон                                          |                        |                        |
| 0115                     | апостолів Петра і Павла                    | Херсон                                          |                        |                        |
| 0116                     | каплиця Воскресіння                        | Херсон                                          |                        |                        |
| 0117                     | каплиця святителя Миколая                  | Херсон                                          |                        |                        |
| 0118                     | каплиця апостолів Петра і Павла            | Херсон, с. Степанівка                           |                        |                        |
| 02 — ЗАХІДНИЙ ОКРУГ      |                                            |                                                 |                        |                        |
| 0201                     | Вознесіння Господнього                     | с. Дніпровське Херсонського району              |                        |                        |
| 0202                     | святителя Миколая                          | смт. Білозерка Херсонського району              |                        |                        |
| 0203                     | Корсунської ікони Божої Матері             | с. Томина Балка Херсонського району             |                        |                        |
| 0204                     | святителя Миколая                          | с. Надеждівка Херсонського району               |                        |                        |
| 0205                     | великомученика Димитрія Солунського        | с. Станіслав Херсонського району                |                        |                        |
| 03 — ТАВРІЙСЬКИЙ ОКРУГ   |                                            |                                                 |                        |                        |
| 0301                     | Успіння Богородиці                         | с. Таврійське Скадовського району               |                        |                        |
| 0302                     | Святої Трійці                              | с. Добропілля Скадовського району               |                        |                        |
| 0303                     | Успіння Богородиці                         | с. Світанок Скадовського району                 |                        |                        |
| 0304                     | преподобного Серафима Саровського          | с. Нова Збур'ївка Скадовського району           |                        |                        |
| 0305                     | преподобного Агапіта Печерського           | м. Гола Пристань Скадовського району            |                        |                        |
| 0306                     | великомученика Димитрія Солунського        | с. Пам'ятне Скадовського району                 |                        |                        |
| 0307                     | Вознесіння Господнього                     | с. Садове Скадовського району                   |                        |                        |
| 0308                     | Успіння Богородиці                         | с. Лиманівка Скадовського району                |                        |                        |
| 0309                     | Різдва Богородиці                          | с. Олександрівка Скадовського району            |                        |                        |
| 0310                     | апостола Іоанна Богослова                  | с. Іванівка Скадовського району                 |                        |                        |
| 0311                     | великомученика Димитрія Солунського        | с. Чорноморське Скадовського району             |                        |                        |
| 0312                     | Покрови Богородиці                         | с. Геройське Скадовського району                |                        |                        |
| 0313                     | Ікони «Всецариця»                          | м. Скадовськ                                    |                        |                        |
| 0314                     | пророка Іллі                               | с. Новомиколаївка Скадовського району           |                        |                        |
| 0315                     | скит Христа Воскреслого                    | о. Джарилгач                                    |                        |                        |
| 04 — БЕРИСЛАВСЬКИЙ ОКРУГ |                                            |                                                 |                        |                        |
| 0401                     | Архистратига Михаїла                       | с. Зміївка Бериславського району                |                        |                        |
| 0402                     | апостола Андрія Первозванного              | с. Новорайськ Бериславського району             |                        |                        |
| 0403                     | мучениць Віри, Надії, Любові й Софії       | с. Новокаїри Бериславськогорайону               |                        |                        |
| 0404                     | пророка Іллі                               | с. Дудчани Бериславського району                |                        |                        |
| 0405                     | пророка Іллі                               | с. Верби Генічеського району                    |                        |                        |
| 0406                     | Воскресіння Христового                     | м. Берислав                                     |                        |                        |
| 0407                     | святих Кирила і Мефодія                    | с. Костирка Бериславського району               |                        |                        |
| 05 — ПРИМІСЬКИЙ ОКРУГ    |                                            |                                                 |                        |                        |
| 0501                     | Різдва Богородиці                          | с. Дар'ївка Херсонського району                 |                        |                        |
| 0502                     | преподобних Зосими й Саватія Соловецьких   | Херсон, с. Текстильне                           |                        |                        |
| 0503                     | святителя Миколая                          | с. Сонячне, Херсон                              |                        |                        |
| 0504                     | Різдва Іоанна Хрестителя                   | с. Богданівка, Херсон                           |                        |                        |
| 0505                     | Трьох Святителів                           | с. Петрівка, Херсон                             |                        |                        |
| 06 — ПІВДЕННИЙ ОКРУГ     |                                            |                                                 |                        |                        |
| 0601                     | апостола Андрія Первозванного              | с. Улянівка Скадовського району                 |                        |                        |
| 0602                     | Вознесіння Господнього                     | с. Радісне Скадовського району                  |                        |                        |
| 0603                     | апостолів Петра і Павла                    | селище Петропавлівка Скадовського району        |                        |                        |
| 0604                     | праведних Іоакими і Анни                   | с. Преображенка Каховського райну               |                        |                        |
| 0605                     | преподобного Сергія Радонезького           | с. Стрілкове Генічеського району                |                        |                        |
| 0606                     | великомученика Пантелеймона                | с. Стрілкове Генічеського району                |                        |                        |
| 0607                     | Успіння Богородиці                         | м. Генічеськ                                    |                        |                        |
| 0608                     | каплиця Покрови Пресвятої Богородиці       | с. Новомиколаївка Генечеського району           |                        |                        |
| 07 — ІНГУЛЬСЬКИЙ ОКРУГ   |                                            |                                                 |                        |                        |
| 0701                     | рівноапостольного князя Володимира         | смт. Велика Олександрівка Бериславського району |                        |                        |
| 0702                     | великомучениці Параскеви                   | с. Благодатівка Бериславського району           |                        |                        |
| 0703                     | Архистратига Михаїла                       | смт. Калинівське Бериславського району          |                        |                        |
| 0704                     | Покрови Богородиці                         | с. Трифонівка Бериславського району             |                        |                        |
| 0705                     | рівноапостольного князя Володимира         | с. Нова Кам'янка Бериславського району          |                        |                        |
| 0706                     | святителя Григорія                         | с. Брускинське Бериславського району            |                        |                        |
| 08 — ПІВНІЧНИЙ ОКРУГ     |                                            |                                                 |                        |                        |
| 0801                     | Різдва Іоанна Предтечі                     | с. Золота Балка Бериславського району           |                        |                        |
| 0802                     | великомученика Димитрія Солунського        | с. Любимівка Бериславського району              |                        |                        |
| 0803                     | ікони Всіх скорботних Радість              | смт. Нововоронцовка Бериславського району       |                        |                        |
| 0804                     | святителя Миколая                          | с. Новомиколаївка Бериславського району.        |                        |                        |
| 0805                     | преподобномученика Афанасія Берестейського | с. Потьомкине Бериславського району             |                        |                        |
| 0806                     | святих Кипріана та Іустини                 | с. Мала Шестірня Бериславського району          |                        |                        |